# 生偕
生偕（せんへ、633年 - 699年）は、高句麗の将軍。靺鞨族の出身。
661年5月、悩音信率いる高句麗軍と生偕率いる靺鞨の連合軍が新羅の北漢山城を20日間に渡り包囲・攻撃したが、北漢山城の城主である冬陀川の決死の防御を突破することができず、撤退した。